# Мусиенко, Сергей Николаевич
Серге́й Никола́евич Мусие́нко (укр. Сергій Миколайович Мусієнко; 1983, Николаев) — украинский военнослужащий, полковник, участник российско-украинской войны. Герой Украины (2022).

## Биография
С 2012 года по март 2014 года Сергей Мусиенко командовал самоходным артиллерийским дивизионом 406-й отдельной береговой артиллерийской группы в Крыму. Позднее занимал должность начальника артиллерии 36-й отдельной бригады береговой обороны.
Во время полномасштабного вторжения России в Украину в 2022 году полковник Мусиенко принимал участие в боях в Харьковской области. Руководил артиллерийским подразделением.

## Награды
- Звание «Герой Украины» с вручением ордена «Золотая Звезда» (2 марта 2022) — за личное мужество и героизм, проявленные в защите государственного суверенитета и территориальной целостности Украины, верность военной присяге[1].
- Орден Богдана Хмельницкого I степени (21 марта 2023) — за личное мужество и высокий профессионализм, проявленные в защите государственного суверенитета и территориальной целостности Украины, верность военной присяге[2].
- Орден Богдана Хмельницкого II степени (13 апреля 2023) — за личное мужество и высокий профессионализм, проявленные в защите государственного суверенитета и территориальной целостности Украины, верность военной присяге[3].
- Орден Богдана Хмельницкого II степени (26 марта 2022) — за личное мужество и высокий профессионализм, проявленные в защите государственного суверенитета и территориальной целостности Украины, верность военной присяге[4].
- Орден Богдана Хмельницкого III степени (7 марта 2022) — за личное мужество и высокий профессионализм, проявленные в защите государственного суверенитета и территориальной целостности Украины, верность военной присяге[5].
- Орден Богдана Хмельницкого III степени (19 июля 2014) — за личное мужество и высокий профессионализм, проявленные в защите государственного суверенитета и территориальной целостности Украины, верность военной присяге[6].
- Орден «За мужество» III степени (16 мая 2022) — за личное мужество и самоотверженные действия, проявленные в защите государственного суверенитета и территориальной целостности Украины, верность военной присяге[7].
- Орден «За мужество» III степени (27 июня 2015) — за личное мужество и самоотверженные действия, проявленные в защите государственного суверенитета и территориальной целостности Украины, верность военной присяге[8].
- Орден Данилы Галицкого (2 августа 2024) — за личное мужество, проявленное в защите государственного суверенитета и территориальной целостности Украины, самоотверженное исполнение воинского долга[9].